# Luci nella notte
Luci nella notte (Feux rouges) è un film del 2004 diretto da Cédric Kahn. Il film prende spunto dall'omonimo romanzo di Georges Simenon edito in Italia da Adelphi nel 2004 con lo stesso titolo e da Mondadori nel 1960 con il titolo di Luci rosse.

## Trama
Alla vigilia delle ferie estive, Antoine ed Hélène, una coppia parigina, partono in auto per le vacanze con l'intenzione di fermarsi prima nella colonia nel sud della Francia a prendere i due figli. Ma il viaggio inizia in forte ritardo e non prosegue bene: le interminabili code autostradali creano un clima molto teso tra i due, accentuato dal bisogno di Antoine di fermarsi spesso a bere: e Antoine beve solo birra o whisky. Il desiderio di quest'ultimo di sostare in un bar lungo la strada, unito al fatto che lui ha voluto uscire dall'autostrada per evitare code, provoca una furiosa lite che spinge Hélène a proseguire da sola in treno. Dopo avere atteso al bar diverso tempo e avere bevuto molto, Antoine si rimette in marcia, dando un passaggio a un autostoppista. Però non vedendo la moglie ormai da diverse ore, inizia a preoccuparsi; al cellulare non risponde e nei locali e ristoranti lungo la strada nessuno l'ha vista. Hélène sembra davvero sparita nel nulla, ma per Antoine i problemi sembrano essere solo all'inizio, dato che l'autostoppista è in realtà un pericoloso evaso in fuga dalla polizia e probabilmente è pure responsabile della scomparsa di Hélène.

## Riconoscimenti
Il film è stato candidato agli Independent Spirit Awards 2005 come miglior film straniero.

## Critica
- Due interpreti di altissimo livello, un'atmosfera rarefatta e complessa che lascia allo spettatore il beneficio del dubbio che si tratti solo di un sogno. Commento del dizionario Morandini che assegna al film tre stelle su cinque di giudizio.[1]
- Due protagonisti in stato di grazia. La regia essenziale, scarna, lascia parlare la storia. Commento del dizionario Farinotti che assegna al film tre stelle su cinque di giudizio.[2]
- Rotten Tomatoes assegna al film un punteggio di 7,2/10.[3]